# Vladimir Durković
Vladimir Durković, né le 6 novembre 1937 à Djakovica (Yougoslavie, dans l'actuel Kosovo), et mort le 22 juin 1972 à Sion (Suisse), était un footballeur yougoslave évoluant au poste de défenseur droit (numéro 2) du début des années 1950 au début des années 1970. 
Il commence sa carrière en 1953 au FK Napredak Kruševac avant de faire les beaux jours de l'Étoile rouge de Belgrade, avec laquelle il remporte ses premiers trophées entre 1955 et 1966. Il tente ensuite une expérience peu concluante au Borussia Mönchengladbach lors de la saison 1966-1967. Après cet échec, Vladimir se relance à l'ASSE en remportant 7 trophées entre 1967 et 1971.
Il rejoint le FC Sion en 1971 et sa carrière prend fin de manière tragique lorsqu'il est abattu par un policier ivre après une fête dans la ville de Sion, en juin 1972.
Il compte par ailleurs 50 sélections en équipe de Yougoslavie, avec qui il est champion olympique en 1960.

## Biographie

### Débuts et affirmation en Yougoslavie (1953-1966)

#### Famille
Vladimir est le fils de Milivoje Durković (1899-1965), directeur d'école, maître d'école et député, et de Sofija Durković (1909-1989), femme au foyer. Vladimir est le plus jeune des six enfants de la famille : Miodrag (1926-1944), Natalija (1928-2016), Dusan (1930-1932), Branimir (1933-2018), Branislava (1935-1985) et lui, Vladimir (1939-1972). Son père Milivoje est un intellectuel, l'un des rares à avoir obtenu le baccalauréat avant 1920, mais aussi un sportif de grande taille (1,90 m) qui pratique le tennis, mais n'est pas très attiré par le football, qu'il estime être un sport moins noble. Il va un jour jusqu'à dire à Vladimir : « Ce sera le football ou la maison ! ». Ce sera le football.

#### En club
On sait très peu de choses de ses débuts de footballeur, si ce n'est qu'il évolue d'abord sous les couleurs du FK Napredak Kruševac entre 1953 et 1955. Là-bas, il est repéré par l'Étoile rouge de Belgrade, club majeur du pays, avec lequel il remplit copieusement son armoire à trophées de 1955 à 1966. Il remporte en effet 5 championnats de Yougoslavie, 3 coupes de Yougoslavie ainsi qu'une Coupe Mitropa sous le maillot rouge et blanc.

#### En sélection
Sa première compétition disputée avec l'équipe de Yougoslavie est l'Euro 1960 en France. Après être sortie de sa poule sans encombre, la Yougoslavie élimine la France, pays-hôte, au terme d'un match animé qui se termine sur le score de 5-4. Ce match est le premier en équipe de France de Robert Herbin, que Durković va de nouveau croiser à Saint-Étienne, comme capitaine cette fois. Les Yougoslaves affrontent l'URSS en finale et s'inclinent 2 buts à 1 après prolongation, malgré leur ouverture du score.
Dans la foulée de cet Euro, au mois de septembre, Durković et sa sélection disputent les Jeux olympiques en Italie. Ils éliminent là aussi le pays organisateur en demi-finale (2-1) avant de s'imposer en finale face au Danemark 3 buts à 1 et ainsi décrocher la médaille d'or.
Vladimir Durković fait également partie 2 années plus tard de l'équipe qui termine à la 4e place du Mondial 1962, dont il dispute les 6 matches possibles. Après avoir terminé deuxième de son groupe et avoir éliminé la RFA en quarts, la Yougoslavie s'incline 3-1 face à la Tchécoslovaquie en demi-finale, puis 1-0 face au Chili dans la petite finale.
Il compte au total 50 sélections entre 1959 et 1966, n'inscrivant aucun but.

### Passage timide en Allemagne puis grandes heures à Saint-Étienne (1966-1971)

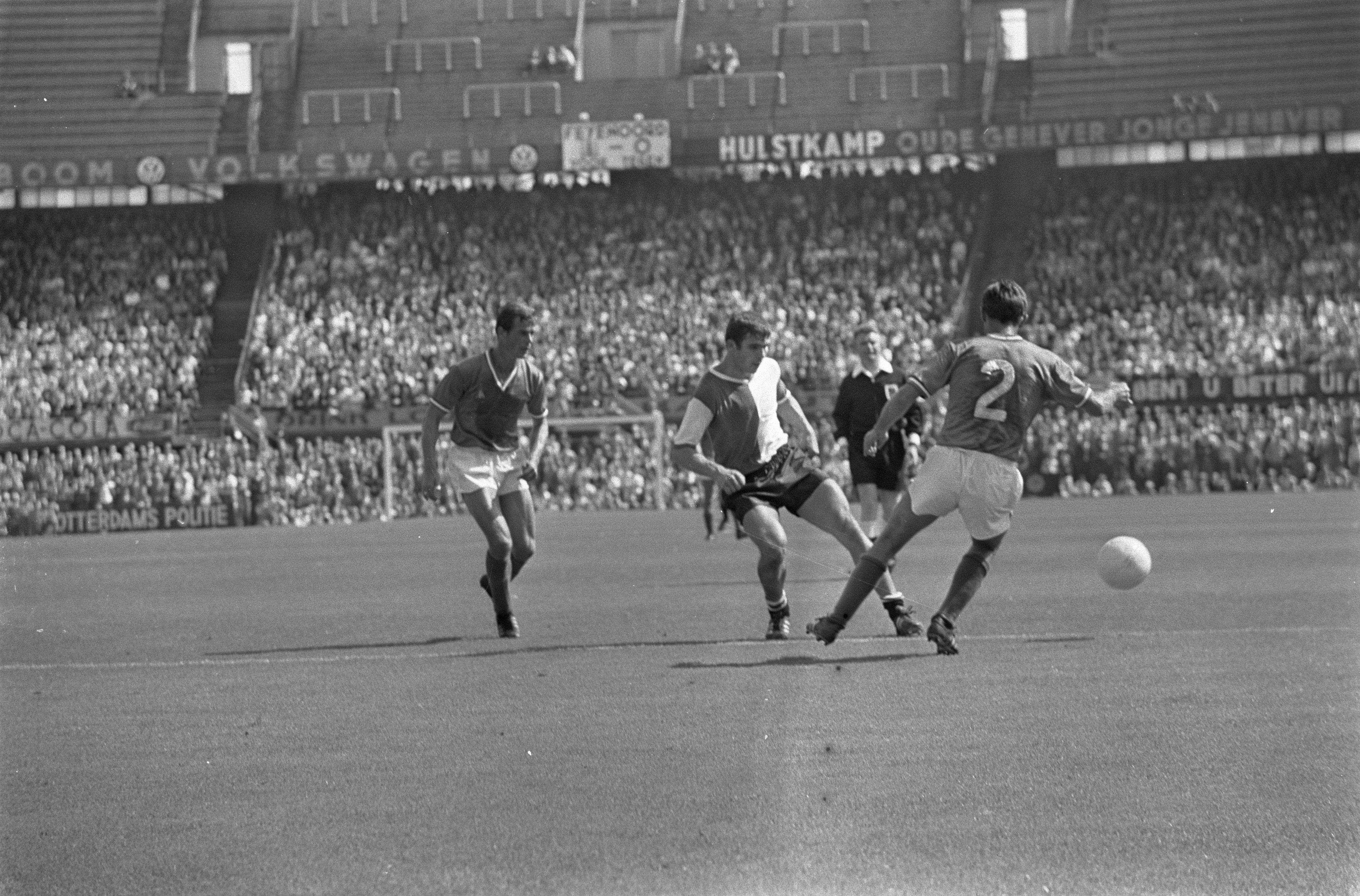
Durkovic (de dos, numéro 2) avec le maillot vert face au Feyenoord Rotterdam en 1968

Après une saison mitigée en Allemagne au cours de laquelle il ne dispute que 10 rencontres sous les couleurs du Borussia Mönchengladbach, il s'engage en faveur de l'AS Saint-Étienne en 1967. Le club est alors champion de France en titre.
Avec les Verts, il dispute 155 matches toutes compétitions confondues et remporte 3 championnats, 2 coupes et 2 challenges des champions,.
Durković a la réputation d'être dur aussi bien avec ses adversaires que ses coéquipiers, Salif Keïta déclare d'ailleurs à ce propos : « Lorsque je fais une bêtise sur le terrain, j'évite de me retourner. Je sais que Durković me regarde, et il me fait peur »,.
Vladimir est un grand fan et ami du gardien de but yougoslave Ivan Ćurković, c'est en partie pour cela que ce dernier rejoint l'ASSE en 1972. 

### Départ en Suisse et fin tragique (1971-1972)
Après 4 années à Saint-Étienne, il prend la direction de la Suisse et du FC Sion, son objectif est de terminer sa carrière loin de la pression des résultats et de préparer sa retraite sereinement.
Le 22 juin 1972, alors qu'il n'a pas encore 35 ans, il est abattu à la sortie d'une boîte de nuit de Sion par un policier ivre, alors qu'il s'interposait pour protéger son ami et coéquipier yougoslave Pantelić,.
Ce décès tragique émeut le monde du football, un match amical est organisé en sa mémoire le 11 novembre 1972 au stade Geoffroy-Guichard. À cette occasion, une équipe composée de joueurs stéphanois et marseillais affronte une équipe composée de joueurs yougoslaves du championnat de France et de Fleury Di Nallo, joueur phare du grand rival de l'Olympique lyonnais qui a lui-même demandé à participer. La partie se solde par une anecdotique victoire 3-1 de l'équipe mi-stéphanoise mi-marseillaise, Di Nallo est acclamé par le public en raison de sa belle prestation qui « a honoré le haut niveau de Durkovic ».
Le policier ivre, déclara qu'il était trop ivre pour reconnaitre Durković et l'a pris pour un Italien. Il est condamné à 9 ans de prison pour ce meurtre. La peine est alors perçue comme légère par l'opinion, et les journaux suisses révèlent plus tard que le policier coupable est le fils d'un brigadier de haut rang, ce qui contribue à alimenter la polémique.

## Statistiques
| Saison                | Club                     | Championnat           | Championnat | Championnat | Coupe(s) nationale(s) | Coupe(s) nationale(s) | Compétition(s) continentale(s) | Compétition(s) continentale(s) | Compétition(s) continentale(s) | Yougoslavie | Yougoslavie | Total | Total |
| Saison                | Club                     | Division              | M.          | B.          | M.                    | B.                    | Comp.                          | M.                             | B.                             | M.          | B.          | M.    | B.    |
| 1953-1954             | FK Napredak Kruševac     | -                     | -           | -           | -                     | -                     | -                              | -                              | -                              | -           | -           | 0     | 0     |
| 1954-1955             | FK Napredak Kruševac     | -                     | -           | -           | -                     | -                     | -                              | -                              | -                              | -           | -           | 0     | 0     |
| Sous-total            | Sous-total               | Sous-total            | -           | -           | -                     | -                     | -                              | -                              | -                              | -           | -           | 0     | 0     |
| 1955-1956             | Etoile Rouge Belgrade    | D1                    | 7           | 1           | -                     | -                     | -                              | -                              | -                              | -           | -           | 7     | 1     |
| 1956-1957             | Etoile Rouge Belgrade    | D1                    | 6           | 1           | -                     | -                     | -                              | -                              | -                              | -           | -           | 6     | 1     |
| 1957-1958             | Etoile Rouge Belgrade    | D1                    | 21          | 5           | 4                     | 1                     | C1                             | 3                              | 0                              | -           | -           | 28    | 6     |
| 1958-1959             | Etoile Rouge Belgrade    | D1                    | 18          | 0           | 4                     | 0                     | C3                             | 3                              | 0                              | -           | -           | 25    | 0     |
| 1959-1960             | Etoile Rouge Belgrade    | D1                    | 22          | 0           | 1                     | 0                     | C1                             | 2                              | 0                              | 15          | 0           | 40    | 0     |
| 1960-1961             | Etoile Rouge Belgrade    | D1                    | 20          | 0           | 2                     | 0                     | C3                             | 3                              | 0                              | 10          | 0           | 35    | 0     |
| 1961-1962             | Etoile Rouge Belgrade    | D1                    | 19          | 0           | 4                     | 0                     | C3                             | 6                              | 0                              | 14          | 0           | 43    | 0     |
| 1962-1963             | Etoile Rouge Belgrade    | D1                    | 5           | 0           | 1                     | 0                     | -                              | -                              | -                              | 3           | 0           | 9     | 0     |
| 1963-1964             | Etoile Rouge Belgrade    | D1                    | 20          | 0           | 4                     | 0                     | -                              | -                              | -                              | 1           | 0           | 25    | 0     |
| 1964-1965             | Etoile Rouge Belgrade    | D1                    | 24          | 0           | 3                     | 0                     | C1                             | 3                              | 0                              | 6           | 0           | 36    | 0     |
| 1965-1966             | Etoile Rouge Belgrade    | D1                    | 15          | 0           | 1                     | 0                     | -                              | -                              | -                              | 1           | 0           | 17    | 0     |
| Sous-total            | Sous-total               | Sous-total            | 177         | 7           | 24                    | 0                     | -                              | 20                             | 0                              | 50          | 0           | 271   | 7     |
| 1966-1967             | Borussia Mönchengladbach | Bundesliga            | 10          | 0           | -                     | -                     | -                              | -                              | -                              | -           | -           | 10    | 0     |
| Sous-total            | Sous-total               | Sous-total            | 10          | 0           | -                     | -                     | -                              | -                              | -                              | -           | -           | 10    | 0     |
| 1967-1968             | AS Saint-Étienne         | Division 1            | 34          | 0           | 7                     | 0                     | C1                             | 4                              | 0                              | -           | -           | 45    | 0     |
| 1968-1969             | AS Saint-Étienne         | Division 1            | 29          | 0           | 4                     | 0                     | C1                             | 2                              | 0                              | -           | -           | 35    | 0     |
| 1969-1970             | AS Saint-Étienne         | Division 1            | 24          | 0           | 10                    | 0                     | C1                             | 4                              | 0                              | -           | -           | 38    | 0     |
| 1970-1971             | AS Saint-Étienne         | Division 1            | 29          | 0           | 4                     | 0                     | C1                             | 2                              | 0                              | -           | -           | 35    | 0     |
| Sous-total            | Sous-total               | Sous-total            | 116         | 0           | 25                    | 0                     | -                              | 12                             | 0                              | -           | -           | 153   | 0     |
| 1971-1972             | FC Sion                  | Ligue nationale A     | 25          | 0           | 2                     | 0                     | -                              | -                              | -                              | -           | -           | 27    | 0     |
| Sous-total            | Sous-total               | Sous-total            | 25          | 0           | 2                     | 0                     | -                              | -                              | -                              | -           | -           | 27    | 0     |
| Total sur la carrière | Total sur la carrière    | Total sur la carrière | 208         | 1           | 28                    | 0                     | -                              | 29                             | 0                              | 50          | 0           | 315   | 1     |

## Palmarès

### En club
Étoile rouge de Belgrade :
- Vainqueur de la Coupe Mitropa en 1958
- Champion de Yougoslavie en 1956, en 1957, en 1958, en 1960 et en 1964
- Vainqueur de la Coupe de Yougoslavie en 1958, en 1959 et en 1964

 AS Saint-Étienne :
- Champion de France en 1968, en 1969 et en 1970
- Vainqueur de la Coupe de France en 1968 et en 1970
- Vainqueur du Challenge des Champions en 1968 et 1969

### Enéquipe de Yougoslavie
- 50 sélections entre 1959 et 1966
- Champion olympique en 1960
- Participation au Championnat d'Europe des Nations en 1960 (finaliste)
- Participation à la Coupe du monde en 1962 en (4e)

### Postérité
Une allée porte son nom à proximité du Stade Geoffroy-Guichard, à Saint-Étienne.

### Source
- Marc Barreaud, Dictionnaire des footballeurs étrangers du championnat professionnel français (1932-1997), L'Harmattan, 1997.